# オットー1世 (神聖ローマ皇帝)
オットー1世（Otto I. 912年11月23日 - 973年5月7日）は、神聖ローマ皇帝。オットー大帝（Otto I. der Große）とも呼ばれる。元は東フランク国王（在位：936年 - 973年）で初代国王ハインリヒ1世の子。さらにイタリア王にも即位した（在位：951年 - 973年）。ついには数十年間空位だったローマ皇帝にも戴冠（962年2月2日）した。オットーは聖職者を官僚として用いる神聖な帝国を創出した。なお、神聖ローマ帝国という国号は1254年に初めて現れたもので、オットーの帝国は同時代の認識ではあくまで、カール大帝のカロリング帝国の延長である。

## 生涯

### 生い立ち、青春時代
912年、ザクセン大公ハインリヒ（後の東フランク王ハインリヒ1世）とその妃マティルデとの間の最初の子として生まれる。ハインリヒは先にハーテブルクという女性を妻にしており、タンクマールという息子を儲けていたが、この結婚は無効とされた。マティルデとの再婚は、ハインリヒがマティルデの美しさに魅せられたためと伝えられているが、実際には、ハインリヒが兄の早世によりザクセン大公家の嫡子となったことによる妻の家格の調整であったとする説が有力である。
19年、父ハインリヒが国王として選出される。同じ年に弟ハインリヒ（後のバイエルン公ハインリヒ1世）が誕生。母はこの弟を溺愛した。
929年、クヴェトリンブルクにて、イングランドの王女エドギタ（エドワード長兄王の娘）と結婚した。この時父王はオットーを自らの後継者として諸大公に認めさせた。オットーは新妻にマクデブルクの地を「朝の贈り物」（モルゲン・ガーベ、婚資）として贈った。その地こそは彼にとって青春時代を過ごした思い出の土地であり、後に東方へ進出する際の最重要拠点となるものである。930年と931年、マクデブルクにて息子リウドルフ（またはロイドルフ）と娘リウトガルト（ロイトガルト）が生まれる。

### 戴冠と相次ぐ反乱
936年、ハインリヒ1世が没すると、諸大公はオットーを自分たちの王として戴くことを承認した。ただ一人、母のマティルデのみはこれに反対し、弟のハインリヒこそ国王に相応しいと主張した。
オットーはカール大帝に倣い、戴冠式をアーヘン大聖堂（エクス・ラ・シャペル）で挙行する。936年8月7日、オットーはマインツ大司教とケルン大司教によって戴冠された。そこで塗油の儀を受けることにより、自分がカール大帝の遺志を継ぐ者であることを世に示した。
諸大公を「わが盟友」と呼んで対等に扱ったハインリヒ1世とは異なり、オットー1世はあくまで上に立つ者としての姿勢を貫いた。それに不満を持つ者も多く現れはじめ、938年から翌年にかけて反乱が続発する。世から忘れ去られていたオットー1世の異母兄タンクマールや、弟のハインリヒが反乱軍の旗印として掲げられた。主な加担者は、フランケン大公エーバーハルト、ロートリンゲン公ギゼルベルト、そしてバイエルン大公エーバーハルトなどである。
苦戦するオットー1世のもとにシュヴァーベン大公ヘルマン1世が応援に駆けつけ、これによって彼は危機を脱した。異母兄タンクマールと反乱の加担者達は戦死、または亡命した。弟ハインリヒのみは母マティルデのとりなしで、この時は咎めを受けなかったが、941年に再び兄の暗殺を計画して修道院に幽閉されることになる。

### 血族による統治政策
オットー1世は、当主を喪ったフランケン大公領を自らの直轄地とした。危機を救ってくれたヘルマン1世に対しては、その幼い娘イーダをいまだ10歳にみたない自らの嫡子リウドルフと婚約させ、将来の王妃の地位を約束することによって彼の労に報いた。実は、これは将来シュヴァーベン大公領を息子の手中に入れることを目的としたもので、オットー1世の新たな政略の一環であった。大公領をすべて自分の近親者に治めさせることで、再度の反乱を防ぎ、王国の統一を図ろうとしたのである。その後944年には、娘リウトガルトの婿であるヴォルムス伯およびフランケン大公のコンラート赤毛公（コンラート赤公とも、ザーリアー朝の中興の祖）にロートリンゲン大公の地位を与えている。
947年、オットー1世は母の懇願を容れてハインリヒを許した。ハインリヒはオットー1世に恭順を誓い、以後はその片腕として活躍するようになる。オットー1世は彼にバイエルン大公の地位を与えた。こうして、本来の直轄領であったザクセンに加え、フランケン、シュヴァーベン、ロートリンゲン、バイエルンの全ての大公領はオットー1世とその近親者の掌中に収められた。

### イタリア遠征と息子たちとの反目
王妃エドギタの死後、オットー1世はリウドルフを傍近くに置いて自分の補佐をさせたいと考えた。しかし、リウドルフの方では父の言いなりになることを嫌った。妻イーダと共に義父から継いだシュヴァーベンの大公領などに身を置き、自分の名前で貨幣を発行したり、ザンクト・ガレン修道院の文献の整理を奨励したり、施療院などの公共施設を整えたりと、自分の力で政治を行えることを示そうとした。
950年、イタリアの王位継承権を持つイタリア王ロターリオ2世の未亡人アデライーデがオットー1世に救いを求めてくる。イタリア王位を狙うイヴレーア辺境伯ベレンガーリオとその息子アダルベルトに結婚を迫られ、断ったために幽閉されているというのである。リウドルフは父の許可を得ないまま、いち早くアルプスを越え、アデライーデの救出に向かった。オットー1世は激怒し、弟ハインリヒと婿のコンラート赤公に後を追わせ、自らも大軍を率いてイタリアへと遠征する。結局、ベレンガーリオ父子は敗れてアデライーデは無事救出された。この時、オットー1世はカール大帝のようにローマで帝冠を戴きたいと望んだが、それは果たされなかった。
オットー1世は勝手な行動をとった息子を許さず、リウドルフが果たした多大な功績は全てハインリヒとコンラートのものとされ、彼らは充分すぎるほどの褒賞を与えられた。コンラートは名誉を剥奪された義兄弟に同情的であり、敗れたアダルベルトともよしみがあった。コンラートはオットー1世にベレンガーリオ父子の許しを乞い、新たに任じられたイタリア総督の地位を辞して、父子がその椅子を得られるようにとりなした。結局、オットー1世はこれを容れたが、それはイタリアをも自らの近親者に治めさせようという計画に反するものであり、この件での対立以来、オットー1世とコンラートの折り合いは以前ほど良好なものではなくなった。
951年、オットー1世は自分の娘と同年のアデライーデを後妻に迎え、イタリア王を名乗った。翌952年、彼女が男児ハインリヒを産むと、その子を正当な世継ぎとするつもりであるかのような態度を見せ始めた。リウドルフは当然面白く思わず、大規模なクリスマス・パーティーをザールフェルトで主催した。その席には妹のリウトガルトとその夫のロートリンゲン公コンラート、マインツ大司教フリードリヒら王国の有力者が呼ばれていたが、この饗宴で陰謀を企てているのではないかと疑いの目を向けられることとなった。

### リウドルフの反乱
953年、王国全土を巻き込む大反乱が勃発した。首謀者は王の息子リウドルフと王の女婿コンラート赤毛公であった。王国内でも最も力を持つ2人の王族に、前年のクリスマス・パーティーに招かれた者たちを始め、諸侯の多くが味方した。コンラート赤毛公はロートリンゲン大公位を剥奪された。オットー1世は弟ハインリヒともども窮地に陥るが、翌954年、ハンガリーから当時は非キリスト教徒であったマジャル人たちが攻め込んでくる。ハインリヒは、「異教徒どもはリウドルフらによって国内に導きいれられたものであり、反乱に加担すれば国の領土を分け与えようという提案を売国奴どもから受けている」という情報を流した。これが功を奏し、リウドルフとコンラートは味方を失い、レーゲンスブルクに追い詰められた。無実を訴えつつ篭城を続けていたが、飢饉が起こったためやむなくオットー1世に降伏した。リウドルフはシュヴァーベン大公位を剥奪され、蟄居処分となった。
ここにきて、オットー1世は近親者によって統治を固めるという政策の脆弱さを知る。代わりに、ケルン大司教となっていた末の弟ブルーノにロートリンゲンの統治権を与えたのを契機として、聖職者による統治政策に切り替えることにした。オットー1世はブルーノを自分の秘書として登用した。また、かつて先妻エドギタに「朝の贈り物」として与えたマクデブルクに大聖堂を建立し、そこを拠点にキリスト教の布教を口実にして東方へ進出することを試みた。

### レヒフェルトの勝利
955年、国内に侵入したマジャル人たちはまだ撤退しておらず、レヒ河畔のアウクスブルクを攻撃する。軍勢を率いてオットー1世は戦いを挑むが、戦局は不利であった。蟄居処分中であった女婿コンラート赤毛公が救援に駆けつけたことで事態は好転し、オットー1世はマジャル人達を撃退することに成功する。コンラート赤毛公はこの激戦の中で戦死したが、このレヒフェルトの戦いの勝利でオットー1世は「キリスト教国を異教徒マジャルの禍から救った聖なる戦士」として称えられ、ヨーロッパ中の注目を浴びるようになる。帝冠への大いなる一歩であった。

### 帝国の誕生
960年、イタリアの統治を任せていたベレンガーリオとアダルベルトの父子がローマ教皇ヨハネス12世を攻撃し、教皇はオットー1世に救援を要請した。961年、オットー1世はアデライーデとの子でわずか7歳のオットー2世を自らの共同統治者として戴冠させると（ハインリヒは954年に夭折）、再びイタリアへ遠征し、ベレンガーリオ父子を成敗した。10年前とは異なり、充分にその力を周囲に認められていたオットー1世は、962年2月2日にローマにおいて教皇から帝冠を授けられた。「神聖ローマ帝国」の国号が使われ出したのは200年後の13世紀であるが、世界史ではこの時をもって神聖ローマ帝国の誕生としている。また800年のカール大帝の戴冠をもって神聖ローマ帝国成立とする見方もある。

### マクデブルク大司教座の設立
968年、オットー1世はかねてよりの悲願であったマクデブルク大司教座の設立に着手する。これは、マクデブルクに大司教座を設置することで自らの利権が奪われることを危惧していた庶子のマインツ大司教ヴィルヘルムとハルバーシュタット司教ベルンハルトの死によるものであった。これによってマクデブルクはハルバーシュタット司教区から独立して大司教区となり、ハーフェンブルク・ブランデンブルク・マイセン・メルゼブルク・ツァイツがその属司教区となった。

### 晩年

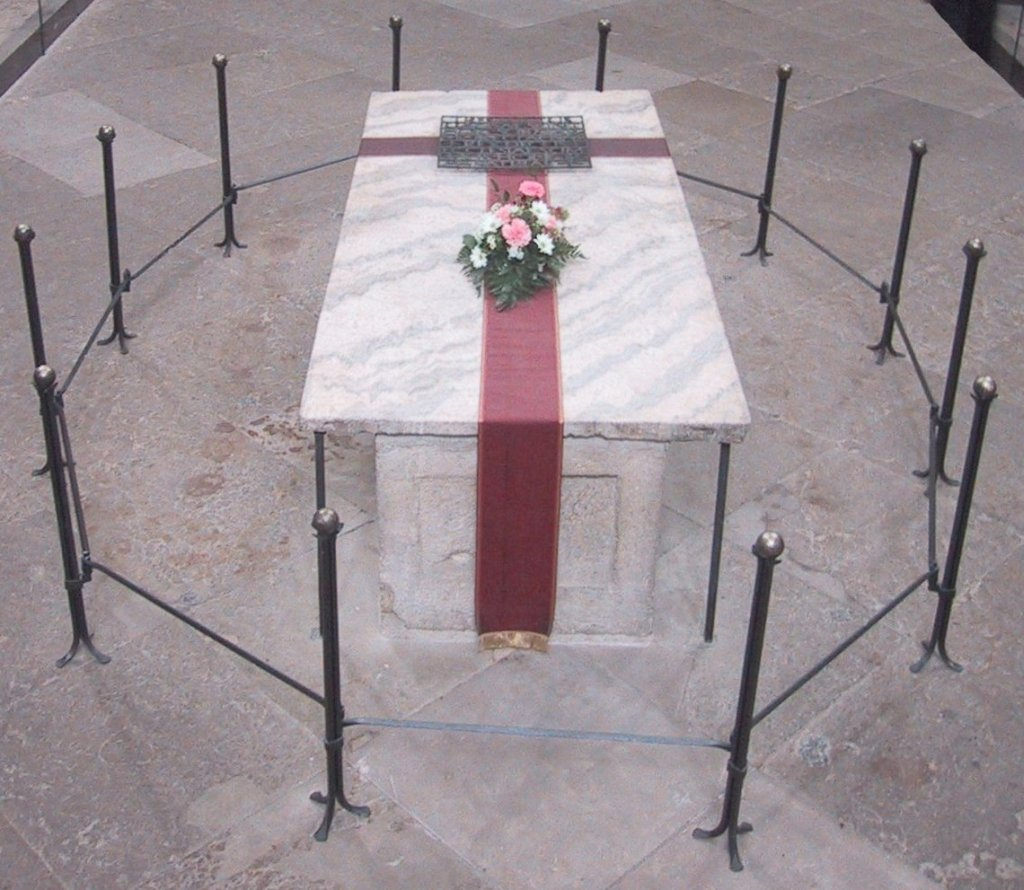
マクデブルクの聖マウリトス大聖堂にあるオットーの棺

皇帝位を手にしたオットー1世は、その後はイタリアに滞在し、この国の統治に腐心した。967年、オットー2世を共同皇帝に任命し、972年には東ローマ帝国から皇女テオファヌ（ギリシャ語名テオファノ、東ローマ皇帝ヨハネス1世ツィミスケスの姪とされている）をその妃として迎えた。テオファヌは洗練された東ローマの文化をもたらしたことで、この国に多大な影響を与えた。また彼の時代にアブド・アッラフマーン3世から使節があった。
後継者たちに後を任せ、オットー1世は973年に最も気に入っていたといわれるテューリンゲンのメムレーベン宮殿で61年の生涯を閉じた。亡骸はマクデブルクへ運ばれ、エドギタの隣に葬られた。
帝位はオットー2世が継承したが、1002年にオットー3世が崩御して直系が断絶、弟ハインリヒの孫のハインリヒ2世が帝位を継いだが子の無いまま1024年に崩御、ザクセン朝は断絶した。ハインリヒ2世の後を継いで皇帝に即位、ザーリアー朝を開いたコンラート2世はコンラート赤毛公とリウトガルトの曾孫である。

## 子女
エドギタとの間に1男1女をもうけた。
- リウドルフ（ロイドルフ）（930年 - 957年） - シュヴァーベン大公ヘルマン1世の娘イーダと結婚し、シュヴァーベン大公位を継ぐ。
- リウトガルト（ロイトガルト）（931/2年 - 953年[28]） - 947年[28]にロートリンゲン公コンラート赤毛公と結婚。曾孫は皇帝コンラート2世として即位。

アデライーデとの間に3男1女をもうけた。
- ハインリヒ（952年 - 954年）
- ブルーノ（953年 - 957年）
- マティルデ（954年 - 999年） - クヴェードリンブルク修道院長
- オットー2世（955年 - 983年） - 神聖ローマ皇帝

スラブ人女性との間に庶子が1人いる。
- ヴィルヘルム（929年 - 968年3月2日） - マインツ大司教（954年 - 968年）